# Hyperphrona signata
Hyperphrona signata är en insektsart som beskrevs av Rehn, J.A.G. 1907. Hyperphrona signata ingår i släktet Hyperphrona och familjen vårtbitare. Inga underarter finns listade i Catalogue of Life.